# Litevská hokejová reprezentace
Litevská hokejová reprezentace je hokejová reprezentace Litvy, je členem Mezinárodní hokejové federace. Litva je v současné době na 24. místě v žebříčku WIHC/IIHF. Litva nikdy nehrála olympijské hry v ledním hokeji.

## Mistrovství světa v ledním hokeji
- divize D1
- divize D2

| Hokej na MS  | Místo turnaje      | Umístění                         |
| ------------ | ------------------ | -------------------------------- |
| MS – 2001 D1 | Francie            | 6. místo                         |
| MS – 2002 D2 | Jugoslávie         | místo (postup)                   |
| MS – 2003 D1 | Maďarsko           | 6. místo (sestup)                |
| MS – 2004 D2 | Litva              | místo (postup)                   |
| MS – 2005 D1 | Nizozemsko         | 5. místo                         |
| MS – 2006 D1 | Estonsko           | Stříbrná medaile                 |
| MS – 2007 D1 | Slovinsko          | 5. místo                         |
| MS – 2008 D1 | Japonsko           | 4. místo                         |
| MS – 2009 D1 | Litva              | 4. místo                         |
| MS – 2010 D1 | Nizozemsko         | 5. místo                         |
| MS – 2011 D1 | Ukrajina           | 5. místo                         |
| MS – 2012 D1 | Polsko             | 5. místo                         |
| MS – 2013 D1 | Ukrajina           | 5. místo                         |
| MS – 2014 D1 | Litva              | Bronzová medaile                 |
| MS – 2015 D1 | Nizozemsko         | Bronzová medaile                 |
| MS – 2016 D1 | Chorvatsko         | Bronzová medaile                 |
| MS – 2017 D1 | Spojené království | Bronzová medaile                 |
| MS – 2018 D1 | Litva              | Zlatá medaile                    |
| MS – 2019 D1 | Kazachstán         | 6. místo                         |
| MS – 2020 D1 | Slovinsko a Polsko | Zrušeno kvůli pandemii covidu-19 |
| MS – 2021 D1 | Slovinsko a Polsko | Zrušeno kvůli pandemii covidu-19 |
| MS – 2022 D1 | Slovinsko          | 3. místo                         |
| MS – 2023 D1 | Spojené království | 6. místo                         |
| MS – 2024 D1 | Litva              | místo (postup)                   |

## Významní hráči
- Dainius Zubrus, New Jersey Devils